# Flux (Tiki Taane)
Flux è un album di Tiki Taane pubblicato nel 2009.

## Tracce
1. David Lange You Da Bomb! – 6:15
2. Our Favorite Target (PacificHeights Remix) – 3:50
3. Burning Fire (Oogun Remix)
4. Its All In Your Head (Dutty Ranks Remix)
5. Tangaroa (Bulletproof Remix)
6. Dub Soldier – 4:33
7. Our Favorite Target (Antiform Remix) – 4:43
8. Wotcha Got (Teknik Remix) – 5:23
9. Our Favorite Target (Trei Remix) – 3:57
10. Now This Is It (State Of Mind Remix) – 4:40
11. Tangaroa (Sambora Remix) – 5:23
12. Always On My Mind (Mosus & Zero TRemix) – 4:27
13. Music Has Saved Me (Overproof Sound System Remix) – 5:21
14. Faded (DJ Digital Dub Remix) – 4:01
15. Sleep Whisperer (Pitch BlackRemix) – 6:09